# Amiloză

Structura amilozei

Amiloza este una dintre cele 2 polizaharide, ce intră în compoziția amidonului, fiind cea mai puțin răspândită în natură (aproximativ 30%). Aceasta are o greutate moleculară mai mica decât cea a amilopectinei, putând atinge masa de 100.000. Are o structură liniară. În structura acesteia, nu apar și legături 1,6 alfa-glicozidice. Cu iodul în reacție, dă o culoare albastră. Amiloza este solubilă în apă. Formează dextrine la reacția cu apa, în prezența enzimei alfa-amilază. 